# L'attacco di Jack-Jack
L'attacco di Jack-Jack (Jack-Jack Attack)  è un cortometraggio d'animazione statunitense del 2005 diretto da Brad Bird.
Il corto, prodotto dalla Pixar Animation Studios e pubblicato nel 2005, nasce come spin-off de Gli Incredibili - Una "normale" famiglia di supereroi. Nella parte finale del film, la baby-sitter, Kari, di Jack-Jack (il piccolo figlioletto dei coniugi Parr), telefona preoccupata alla signora Parr dal momento che il piccolo della famiglia sembra avere strani poteri. Della scena si capisce soltanto che Kari ha avuto dei seri problemi con il piccolo e che è grata che Helen abbia chiamato il sostituto per Jack-Jack, ma nei contenuti speciali del DVD è presente il cortometraggio L'attacco di Jack-Jack, che amplia la parte in questione.
Il corto avrebbe dovuto essere parte del film, ma è stato tagliato dal montaggio e il regista, Brad Bird, ha scelto di ampliarlo e di trasformarlo in un cortometraggio.

## Trama
In un ambiente buio, l'agente Rick Dicker sta interrogando la baby-sitter Kari, riguardo alla presunta manifestazione dei poteri di un bebè di nome Jack-Jack. La ragazza racconta di essere stata assunta all'improvviso e di non sapere le eventuali esigenze del neonato.
Un flashback mostra come il piccolo volando si siede sul soffitto rovesciando il biberon in testa alla malcapitata baby-sitter e fluttua nell'aria attraversando le pareti.
La baby-sitter decide quindi di legare il neonato ad un peso, in modo che non scappi. Comincia a giocare con lui, mostrandogli delle figure, che il bambino imita con le mani o con dei gesti. Quando però Kari gli mostra un focolare, il piccolo prende fuoco, incendiando gli oggetti. La ragazza si vede costretta a "spegnere" il figlioletto dei Parr, mettendolo nella vasca del bagno. La mattina successiva il soggiorno della casa è distrutto e Kari, stremata ed esausta, è seduta con un estintore, pronta a "spegnere" Jack-Jack o a riflettere i raggi che emana dagli occhi, tutti poteri che si manifestano quasi a singhiozzo.
Quando la babysitter sembra non sapere più che pesci pigliare, ecco che alla porta si presenta il nuovo babysitter, Sindrome.
Dopo la fine del racconto, Dicker rimane scioccato dal comportamento di Kari nell'aver affidato un bambino a un perfetto sconosciuto che era un supercriminale ricercato dal governo. La babysitter ormai isterica sbraita non volendosi assumere la responsabilità di aver deliberatamente messo in pericolo un bambino affidandolo seppur non lo sapesse a un criminale. A quel punto Dicker domanda se abbia raccontato il fatto a qualcuno. La ragazza risponde che, sì, l'ha raccontato alla famiglia, ma non le hanno creduto. Dopo una breve pausa, la baby-sitter, sospirando, dice che vorrebbe desiderare di dimenticare l'accaduto. Dicker, attivando un dispositivo che colpisce in fronte Kari, risponde che dimenticherà presto l'accaduto cancellandole la memoria di quanto successo.

## Riconoscimenti
- nomination ai Premi Hugo 2006 per Miglior Presentazione Drammatica in forma breve